# بو رفاعي (مكيراس)

تعديل مصدري - تعديل

بو رفاعي هي إحدى قرى عزلة مكيراس بمديرية مكيراس التابعة لمحافظة البيضاء، بلغ تعداد سكانها 371 نسمة حسب تعداد اليمن لعام 2004.